# 1807 (numero)
Milleottocentosette (1807) è il numero naturale dopo il 1806 e prima del 1808.

## Proprietà matematiche
- È un numero dispari.
- È un numero composto da 4 divisori: 1, 13, 139, 1807. Poiché la somma dei suoi divisori (escluso il numero stesso) è 153 < 1807, è un numero difettivo.
- È un numero semiprimo.
- È un numero omirpimes in quanto anche qualora scritto al contrario, ovvero 7081 = 73 × 97 è semiprimo.
- È un numero congruente.
- È un numero nontotiente in quanto dispari e diverso da 1.
- È un numero intero privo di quadrati.
- È un numero odioso.
- È parte delle terne pitagoriche (695, 1668, 1807), (1807, 9576, 9745), (1807, 11676, 11815), (1807, 125580, 125593), (1807, 1632624, 1632625).

## Astronomia
- 1807 Slovakia è un asteroide della fascia principale del sistema solare
- NGC 1807 è un asterismo visibile nella costellazione del Toro

## Astronautica
- Cosmos 1807 è un satellite artificiale russo.